# شهرستان شوریشکارسکی
شهرستان شوریشکارسکی (به لاتین: Shuryshkarsky District) یک شهرستان در روسیه است که در ناحیه خودگردان یامالو-ننتس واقع شده‌است.